# Paphlagonien (byzantinisches Thema)

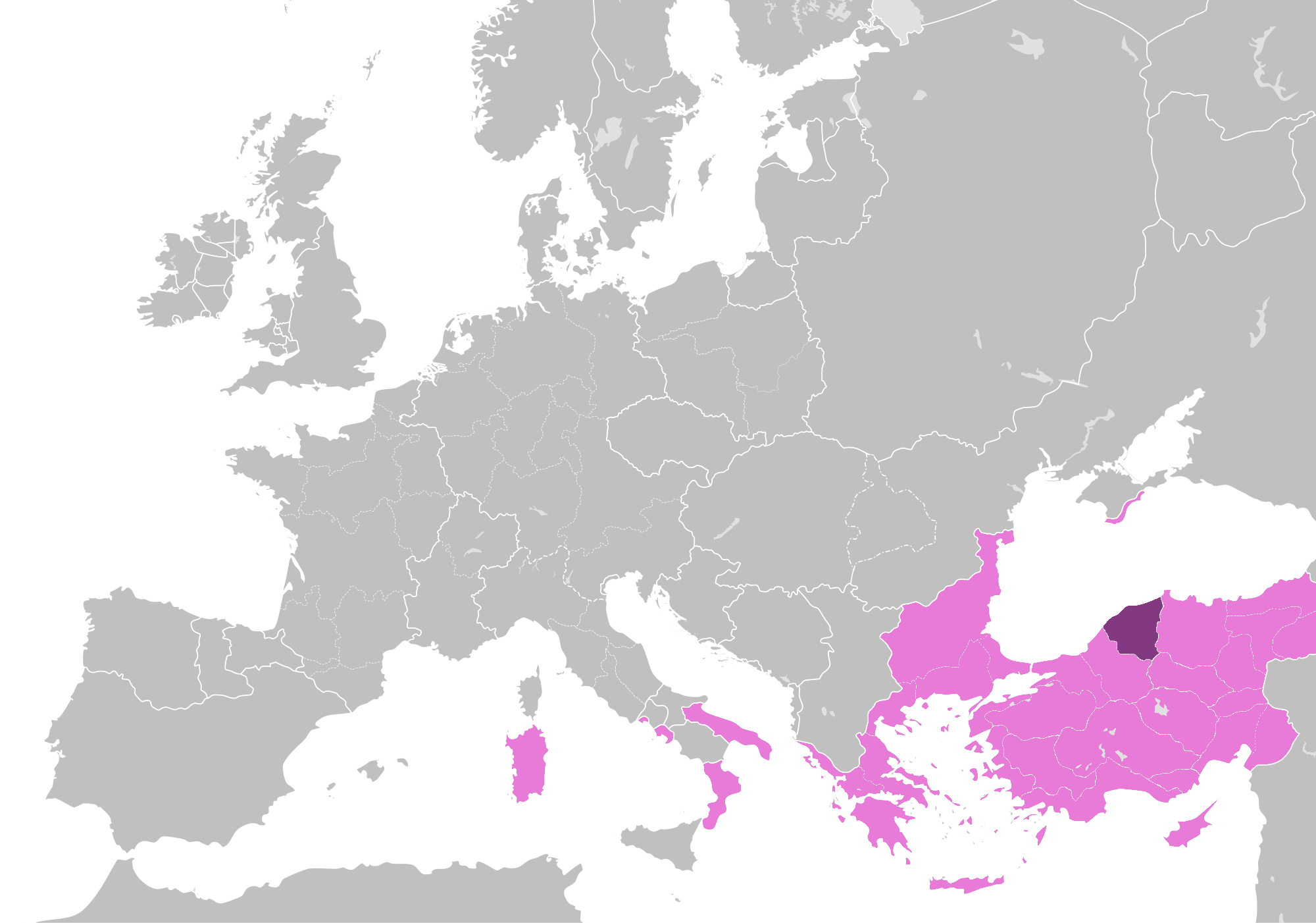
Lage des Themas, ca. 1000 n.Chr

Das Thema von Paphlagonien (altgriechisch θέμα Παφλαγονίας) war ein byzantinisches Thema in der gleichnamigen Region entlang der Nordküste Kleinasiens in der heutigen Türkei.

## Geschichte
Das Thema von Paphlagonien und sein befehlshabender Strategos werden erstmals im November 826 erwähnt, das Thema selbst scheint etwa 820 eingerichtet worden zu sein. Das Gebiet des Themas stimmte in etwa mit der spätantiken römischen Provinz Paphlagonien überein, die bei der Einführung des Themensystems in das Thema Opsikion und Boukellarion aufgeteilt worden war. Sein administratives und spirituelles Zentrum war Gangra. Es ist möglich, dass das Wiederauftauchen Paphlagoniens als eigenes Thema mit der Bedrohung durch die Rus zu erklären ist. Den arabischen Geographen Ibn Chordadhbeh und Ibn al-Faqih zufolge verfügte das Thema über 5000 Soldaten und fünf Festungen. Eine Ausnahme der üblichen Themenordnung war der Katepano des Themas mit Sitz in Amastris.
Nach der Schlacht von Manzikert im Jahr 1071 ging der Großteil des Themas an die Seldschuken verloren; durch die Feldzüge des Johannes II. Komnenos in den 1130ern konnte das Reich die Küstenstriche zurückgewinnen, das paphlagonische Hinterland verblieb aber in türkischer Hand. Nach dem Vierten Kreuzzug kam Paphlagonien unter die Herrschaft des David Komnenos, aber 1214 eroberte der nikäische Kaiser Theodor I. Laskaris den Westteil der Küste bis Amastris. Dieser Westteil blieb bis ins 14. Jahrhundert in byzantinischer Hand, als er von Türken und Genuesern eingenommen wurde.